# Zola phanoides
Zola phanoides är en fjärilsart som beskrevs av Debauche 1941. Zola phanoides ingår i släktet Zola och familjen mätare. Inga underarter finns listade i Catalogue of Life.